# Na Thom (huyện)
Na Thom (tiếng Thái: นาทม) là một huyện (amphoe) của tỉnh Nakhon Phanom, đông bắc Thái Lan.

## Địa lý
Các huyện giáp ranh (từ phía đông theo chiều kim đồng hồ) là: Ban Phaeng và Si Songkhram của tỉnh Nakhon Phanom, Akat Amnuai của tỉnh Sakon Nakhoni, và Seka và Bueng Khong Long của tỉnh Nong Khai.

## Lịch sử
Tiểu huyện (king amphoe) Na Thom đã được thành lập ngày 1 tháng 4 năm 1992, khi ba tambon đã được tách từ huyệnBan Phaeng. Tiểu huyện đã được nâng cấp thành huyện ngày 11 tháng 10 năm 1997.

## Hành chính
Huyện được chia ra thành 3 phó huyện (tambon), các đơn vị này lại được chia thành 35 làng (muban). Không có khu vực đô thị (thesaban), có 3 Tổ chức hành chính tambon.
| STT. | Tên      | Tên Thái | Số làng | Dân số |  |
| ---- | -------- | -------- | ------- | ------ |  |
| 1.   | Na Thom  | นาทม     | 15      | 8.310  |  |
| 2.   | Nong Son | หนองซน   | 12      | 8.331  |  |
| 3.   | Don Toei | ดอนเตย   | 8       | 5.289  |  |